# قنومة كبيرة العيون
قنومة كبيرة العيون (الاسم العلمي:Mormyrus macrophthalmus) هي نوع من الأسماك تتبع جنس القنومة من فصيلة الأسماك القنومية.